# Tirreno-Adriatico 2010
De Tirreno-Adriatico 2010 was de 45e editie van deze etappekoers die in Italië wordt verreden. De koers, die van 10 tot 16 maart plaatsvond, ging over zeven etappes en was in totaal 1247 kilometer lang. De start van de eerste etappe vond plaats in Livorno en de laatste etappe eindigde in San Benedetto del Tronto. Titelverdediger was de Italiaan Michele Scarponi.

## Startlijst
Er namen tweeëntwintig ploegen deel, die met elk acht renners aan de start verschenen.
| 1 Diquigiovanni-Androni Giocattoli | 6 Caisse d'Epargne    | 11 Team Garmin        | 16 Quick Step    | 21 Milram    |
| 2 Acqua & Sapone                   | 7 Cervélo             | 12 ISD-Neri           | 17 Rabobank      | 22 Saxo Bank |
| 3 AG2R-La Mondiale                 | 8 Colnago-CSF Inox    | 13 Lampre             | 18 Team Sky      |              |
| 4 Astana                           | 9 Euskaltel-Euskadi   | 14 Liquigas           | 19 Team Columbia |              |
| 5 BMC Racing Team                  | 10 Française des Jeux | 15 Omega Pharma-Lotto | 20 Katjoesja     |              |

## Etappe-overzicht
| etappe | datum    | start             | finish            | afstand | winnaar              | klassementsleider |
| ------ | -------- | ----------------- | ----------------- | ------- | -------------------- | ----------------- |
| 1e     | 10 maart | Livorno           | Rosignano Solvay  | 148 km  | Linus Gerdemann      | Linus Gerdemann   |
| 2e     | 11 maart | Montecatini Terme | Montecatini Terme | 165 km  | Tom Boonen           | Linus Gerdemann   |
| 3e     | 12 maart | San Miniato       | Monsummano Terme  | 159 km  | Daniele Bennati      | Daniele Bennati   |
| 4e     | 13 maart | San Gemini        | Chieti            | 243 km  | Michele Scarponi     | Michele Scarponi  |
| 5e     | 14 maart | Chieti            | Colmurano         | 234 km  | Enrico Gasparotto    | Michele Scarponi  |
| 6e     | 15 maart | Montecosaro       | Macerata          | 134 km  | Michail Ignatiev     | Michele Scarponi  |
| 7e     | 16 maart | Civitanova Marche | San Benedetto     | 164 km  | Edvald Boasson Hagen | Stefano Garzelli  |

## Uitslagen

### 1e etappe
| Uitslag etappe | Uitslag etappe       | Uitslag etappe                   | Uitslag etappe |
| rang           | renner               | ploeg                            | tijd           |
| -------------- | -------------------- | -------------------------------- | -------------- |
| 1              | Linus Gerdemann      | Milram                           | 3u 36' 15"     |
| 2              | Pablo Lastras García | Caisse d'Epargne                 | z.t.           |
| 3              | Matti Breschel       | Saxo Bank                        | z.t.           |
| 4              | Luca Paolini         | Acqua & Sapone                   | z.t.           |
| 5              | Jawhen Hoetarovitsj  | Française des Jeux               | z.t.           |
| 6              | José Joaquín Rojas   | Caisse d'Epargne                 | z.t.           |
| 7              | Tyler Farrar         | Team Garmin                      | z.t.           |
| 8              | Marco Bandiera       | Katjoesja                        | z.t.           |
| 9              | Simon Clarke         | ISD-Neri                         | z.t.           |
| 10             | Francesco Ginanni    | Diquigiovanni-Androni Giocattoli | z.t.           |

| Tussenstand algemeen klassement | Tussenstand algemeen klassement | Tussenstand algemeen klassement | Tussenstand algemeen klassement |
| rang                            | renner                          | ploeg                           | tijd                            |
| ------------------------------- | ------------------------------- | ------------------------------- | ------------------------------- |
| 1                               | Linus Gerdemann                 | Milram                          | 3u 36' 05"                      |
| 2                               | Pablo Lastras García            | Caisse d'Epargne                | op 04"                          |
| 3                               | Matti Breschel                  | Saxo Bank                       | op 06"                          |
| 4                               | Fabian Wegmann                  | Milram                          | op 08"                          |
| 5                               | Cadel Evans                     | BMC Racing Team                 | op 09"                          |
| 6                               | Luca Paolini                    | Acqua & Sapone                  | op 10"                          |
| 7                               | Jawhen Hoetarovitsj             | Française des Jeux              | z.t.                            |
| 8                               | José Joaquín Rojas              | Caisse d'Epargne                | z.t.                            |
| 9                               | Tyler Farrar                    | Team Garmin                     | z.t.                            |
| 10                              | Marco Bandiera                  | Katjoesja                       | z.t.                            |

### 2e etappe
| Uitslag etappe | Uitslag etappe       | Uitslag etappe                   | Uitslag etappe |
| rang           | renner               | ploeg                            | tijd           |
| -------------- | -------------------- | -------------------------------- | -------------- |
| 1              | Tom Boonen           | Quick Step                       | 4u 14' 13"     |
| 2              | Paul Martens         | Rabobank                         | z.t.           |
| 3              | Daniele Bennati      | Liquigas                         | z.t.           |
| 4              | Robbie McEwen        | Katjoesja                        | z.t.           |
| 5              | José Joaquín Rojas   | Caisse d'Epargne                 | z.t.           |
| 6              | Francesco Ginanni    | Diquigiovanni-Androni Giocattoli | z.t.           |
| 7              | Sacha Modolo         | Colnago-CSF Inox                 | z.t.           |
| 8              | Danilo Hondo         | Lampre                           | z.t.           |
| 9              | Sébastien Hinault    | AG2R-La Mondiale                 | z.t.           |
| 10             | Aleksandr Vinokoerov | Astana                           | z.t.           |

| Tussenstand algemeen klassement | Tussenstand algemeen klassement | Tussenstand algemeen klassement | Tussenstand algemeen klassement |
| rang                            | renner                          | ploeg                           | tijd                            |
| ------------------------------- | ------------------------------- | ------------------------------- | ------------------------------- |
| 1                               | Linus Gerdemann                 | Milram                          | 7u 50' 18"                      |
| 2                               | Tom Boonen                      | Quick Step                      | z.t.                            |
| 3                               | Pablo Lastras García            | Caisse d'Epargne                | op 04"                          |
| 4                               | Paul Martens                    | Rabobank                        | z.t.                            |
| 5                               | Alan Pérez                      | Euskaltel-Euskadi               | z.t.                            |
| 6                               | Matti Breschel                  | Saxo Bank                       | op 06"                          |
| 7                               | Daniele Bennati                 | Liquigas                        | z.t.                            |
| 8                               | Fabian Wegmann                  | Milram                          | op 08"                          |
| 9                               | Cadel Evans                     | BMC Racing Team                 | op 09"                          |
| 10                              | José Joaquín Rojas              | Caisse d'Epargne                | op 10"                          |

### 3e etappe
| Uitslag etappe | Uitslag etappe       | Uitslag etappe                   | Uitslag etappe |
| rang           | renner               | ploeg                            | tijd           |
| -------------- | -------------------- | -------------------------------- | -------------- |
| 1              | Daniele Bennati      | Liquigas                         | 3u 54' 09"     |
| 2              | Alessandro Petacchi  | Lampre                           | z.t.           |
| 3              | Bernhard Eisel       | Team Columbia                    | z.t.           |
| 4              | Tyler Farrar         | Team Garmin                      | z.t.           |
| 5              | Juan Antonio Flecha  | Team Sky                         | z.t.           |
| 6              | Sacha Modolo         | Colnago-CSF Inox                 | z.t.           |
| 7              | Asan Bazajev         | Astana                           | z.t.           |
| 8              | Edvald Boasson Hagen | Team Sky                         | z.t.           |
| 9              | Francesco Ginanni    | Diquigiovanni-Androni Giocattoli | z.t.           |
| 10             | Matti Breschel       | Saxo Bank                        | z.t.           |

| Tussenstand algemeen klassement | Tussenstand algemeen klassement | Tussenstand algemeen klassement | Tussenstand algemeen klassement |
| rang                            | renner                          | ploeg                           | tijd                            |
| ------------------------------- | ------------------------------- | ------------------------------- | ------------------------------- |
| 1                               | Daniele Bennati                 | Liquigas                        | 11u 44' 23"                     |
| 2                               | Linus Gerdemann                 | Milram                          | op 04"                          |
| 3                               | Tom Boonen                      | Quick Step                      | z.t.                            |
| 4                               | Pablo Lastras García            | Caisse d'Epargne                | op 08"                          |
| 5                               | Paul Martens                    | Rabobank                        | z.t.                            |
| 6                               | Alessandro Petacchi             | Lampre                          | z.t.                            |
| 7                               | Alan Pérez                      | Euskaltel-Euskadi               | z.t.                            |
| 8                               | Matti Breschel                  | Saxo Bank                       | op 10"                          |
| 9                               | Cadel Evans                     | BMC Racing Team                 | op 13"                          |
| 10                              | José Joaquín Rojas              | Caisse d'Epargne                | op 14"                          |

### 4e etappe
| Uitslag etappe | Uitslag etappe       | Uitslag etappe                   | Uitslag etappe |
| rang           | renner               | ploeg                            | tijd           |
| -------------- | -------------------- | -------------------------------- | -------------- |
| 1              | Michele Scarponi     | Diquigiovanni-Androni Giocattoli | 6u 23' 47"     |
| 2              | Benoît Vaugrenard    | Française des Jeux               | op 14"         |
| 3              | Leonardo Bertagnolli | Diquigiovanni-Androni Giocattoli | z.t.           |
| 4              | Stefano Garzelli     | Acqua & Sapone                   | z.t.           |
| 5              | Rigoberto Urán       | Caisse d'Epargne                 | z.t.           |
| 6              | Maksim Iglinski      | Astana                           | op 17"         |
| 7              | Robert Gesink        | Rabobank                         | z.t.           |
| 8              | Cadel Evans          | BMC Racing Team                  | z.t.           |
| 9              | Domenico Pozzovivo   | Colnago-CSF Inox                 | op 19"         |
| 10             | Michael Rogers       | Team Columbia                    | z.t.           |

| Tussenstand algemeen klassement | Tussenstand algemeen klassement | Tussenstand algemeen klassement  | Tussenstand algemeen klassement |
| rang                            | renner                          | ploeg                            | tijd                            |
| ------------------------------- | ------------------------------- | -------------------------------- | ------------------------------- |
| 1                               | Michele Scarponi                | Diquigiovanni-Androni Giocattoli | 18u 08' 14"                     |
| 2                               | Benoît Vaugrenard               | Française des Jeux               | op 18"                          |
| 3                               | Leonardo Bertagnolli            | Diquigiovanni-Androni Giocattoli | op 20"                          |
| 4                               | Stefano Garzelli                | Acqua & Sapone                   | op 24"                          |
| 5                               | Rigoberto Urán                  | Caisse d'Epargne                 | z.t.                            |
| 6                               | Cadel Evans                     | BMC Racing Team                  | op 26"                          |
| 7                               | Maksim Iglinski                 | Astana                           | op 27"                          |
| 8                               | Robert Gesink                   | Rabobank                         | z.t.                            |
| 9                               | Michael Rogers                  | Team Columbia                    | op 29"                          |
| 10                              | Domenico Pozzovivo              | Colnago-CSF Inox                 | z.t.                            |

### 5e etappe
| Uitslag etappe | Uitslag etappe     | Uitslag etappe                   | Uitslag etappe |
| rang           | renner             | ploeg                            | tijd           |
| -------------- | ------------------ | -------------------------------- | -------------- |
| 1              | Enrico Gasparotto  | Astana                           | 5u 32' 22"     |
| 2              | Stefano Garzelli   | Acqua & Sapone                   | z.t.           |
| 3              | Maksim Iglinski    | Astana                           | z.t.           |
| 4              | Cadel Evans        | BMC Racing Team                  | z.t.           |
| 5              | Vincenzo Nibali    | Liquigas                         | op 08"         |
| 6              | Robert Gesink      | Rabobank                         | z.t.           |
| 7              | Manuele Mori       | Lampre                           | z.t.           |
| 8              | Michael Rogers     | Team Columbia                    | z.t.           |
| 9              | Michele Scarponi   | Diquigiovanni-Androni Giocattoli | z.t.           |
| 10             | Domenico Pozzovivo | Colnago-CSF Inox                 | z.t.           |

| Tussenstand algemeen klassement | Tussenstand algemeen klassement | Tussenstand algemeen klassement  | Tussenstand algemeen klassement |
| rang                            | renner                          | ploeg                            | tijd                            |
| ------------------------------- | ------------------------------- | -------------------------------- | ------------------------------- |
| 1                               | Michele Scarponi                | Diquigiovanni-Androni Giocattoli | 23u 40' 44"                     |
| 2                               | Stefano Garzelli                | Acqua & Sapone                   | op 10"                          |
| 3                               | Maksim Iglinski                 | Astana                           | op 15"                          |
| 4                               | Cadel Evans                     | BMC Racing Team                  | op 18"                          |
| 5                               | Robert Gesink                   | Rabobank                         | op 27"                          |
| 6                               | Michael Rogers                  | Team Columbia                    | op 29"                          |
| 7                               | Domenico Pozzovivo              | Colnago-CSF Inox                 | z.t.                            |
| 8                               | Vincenzo Nibali                 | Liquigas                         | op 31"                          |
| 9                               | Leonardo Bertagnolli            | Diquigiovanni-Androni Giocattoli | op 48"                          |
| 10                              | Manuele Mori                    | Lampre                           | op 53"                          |

### 6e etappe
| Uitslag etappe | Uitslag etappe     | Uitslag etappe                   | Uitslag etappe |
| rang           | renner             | ploeg                            | tijd           |
| -------------- | ------------------ | -------------------------------- | -------------- |
| 1              | Michail Ignatiev   | Katjoesja                        | 3u 18' 09"     |
| 2              | Stefano Garzelli   | Acqua & Sapone                   | op 05"         |
| 3              | Cadel Evans        | BMC Racing Team                  | z.t.           |
| 4              | Robert Gesink      | Rabobank                         | op 07"         |
| 5              | Benoît Vaugrenard  | Française des Jeux               | z.t.           |
| 6              | Michele Scarponi   | Diquigiovanni-Androni Giocattoli | z.t.           |
| 7              | Michael Rogers     | Team Columbia                    | z.t.           |
| 8              | Francesco Gavazzi  | Lampre                           | op 09"         |
| 9              | Domenico Pozzovivo | Colnago-CSF Inox                 | op 11"         |
| 10             | Rigoberto Urán     | Caisse d'Epargne                 | z.t.           |

| Tussenstand algemeen klassement | Tussenstand algemeen klassement | Tussenstand algemeen klassement  | Tussenstand algemeen klassement |
| rang                            | renner                          | ploeg                            | tijd                            |
| ------------------------------- | ------------------------------- | -------------------------------- | ------------------------------- |
| 1                               | Michele Scarponi                | Diquigiovanni-Androni Giocattoli | 26u 59' 00"                     |
| 2                               | Stefano Garzelli                | Acqua & Sapone                   | op 02"                          |
| 3                               | Cadel Evans                     | BMC Racing Team                  | op 12"                          |
| 4                               | Maksim Iglinski                 | Astana                           | op 22"                          |
| 5                               | Robert Gesink                   | Rabobank                         | op 27"                          |
| 6                               | Michael Rogers                  | Team Columbia                    | op 29"                          |
| 7                               | Domenico Pozzovivo              | Colnago-CSF Inox                 | op 33"                          |
| 8                               | Vincenzo Nibali                 | Liquigas                         | op 42"                          |
| 9                               | Manuele Mori                    | Lampre                           | op 1' 04"                       |
| 10                              | Francesco Gavazzi               | Lampre                           | op 1' 07"                       |

### 7e etappe
| Uitslag etappe | Uitslag etappe       | Uitslag etappe     | Uitslag etappe |
| rang           | renner               | ploeg              | tijd           |
| -------------- | -------------------- | ------------------ | -------------- |
| 1              | Edvald Boasson Hagen | Team Sky           | 3u 52' 36"     |
| 2              | Alessandro Petacchi  | Lampre             | z.t.           |
| 3              | Sacha Modolo         | Colnago-CSF Inox   | z.t.           |
| 4              | Bernhard Eisel       | Team Columbia      | z.t.           |
| 5              | Mattia Gavazzi       | Colnago-CSF Inox   | z.t.           |
| 6              | Tyler Farrar         | Team Garmin        | z.t.           |
| 7              | Robbie McEwen        | Katjoesja          | z.t.           |
| 8              | Baden Cooke          | Saxo Bank          | z.t.           |
| 9              | Jawhen Hoetarovitsj  | Française des Jeux | z.t.           |
| 10             | Robert Hunter        | Team Garmin        | z.t.           |

## Eindklassementen
| #  | renner               | ploeg                            | tijd        |
| -- | -------------------- | -------------------------------- | ----------- |
| 1  | Stefano Garzelli     | Acqua & Sapone                   | 30u 51' 36" |
| 2  | Michele Scarponi     | Diquigiovanni-Androni Giocattoli | z.t.        |
| 3  | Cadel Evans          | BMC Racing Team                  | op 12"      |
| 4  | Maksim Iglinski      | Astana                           | op 22"      |
| 5  | Robert Gesink        | Rabobank                         | op 27"      |
| 6  | Michael Rogers       | Team Columbia                    | op 29"      |
| 7  | Domenico Pozzovivo   | Colnago-CSF Inox                 | op 33"      |
| 8  | Vincenzo Nibali      | Liquigas                         | op 42"      |
| 9  | Manuele Mori         | Lampre                           | op 1' 04"   |
| 10 | Francesco Gavazzi    | Lampre                           | op 1' 07"   |
| 11 | Juan José Oroz       | Euskaltel-Euskadi                | op 1' 20"   |
| 12 | Greg Van Avermaet    | Omega Pharma-Lotto               | op 1' 34"   |
| 13 | José Joaquín Rojas   | Caisse d'Epargne                 | op 1' 44"   |
| 14 | Rigoberto Urán       | Caisse d'Epargne                 | op 1' 48"   |
| 15 | Jan Bakelants        | Omega Pharma-Lotto               | op 2' 07"   |
| 16 | Leonardo Bertagnolli | Diquigiovanni-Androni Giocattoli | op 2' 09"   |
| 17 | Markus Fothen        | Milram                           | op 2' 16"   |
| 18 | Enrico Gasparotto    | Astana                           | op 2' 19"   |
| 19 | Simon Špilak         | Lampre                           | op 2' 21"   |
| 20 | Pablo Lastras García | Caisse d'Epargne                 | op 2' 26"   |

| # | ploeg                            | tijd        |
| - | -------------------------------- | ----------- |
| 1 | Lampre                           | 92u 39' 02" |
| 2 | Caisse d'Epargne                 | op 0' 45"   |
| 3 | Astana                           | op 0' 53"   |
| 4 | Diquigiovanni-Androni Giocattoli | op 1' 13"   |
| 5 | Team Columbia                    | op 1' 19"   |

| # | renner              | ploeg                            | punten    |
| - | ------------------- | -------------------------------- | --------- |
| 1 | Stefano Garzelli    | Acqua & Sapone                   | 32 punten |
| 2 | Daniele Bennati     | Liquigas                         | 20 punten |
| 3 | Cadel Evans         | BMC Racing Team                  | 20 punten |
| 4 | Alessandro Petacchi | Lampre                           | 20 punten |
| 5 | Michele Scarponi    | Diquigiovanni-Androni Giocattoli | 19 punten |

| # | renner           | ploeg            | punten    |
| - | ---------------- | ---------------- | --------- |
| 1 | Dmytro Hrabovsky | ISD-Neri         | 20 punten |
| 2 | Diego Caccia     | ISD-Neri         | 14 punten |
| 3 | Filippo Pozzato  | Katjoesja        | 11 punten |
| 4 | Blel Kadri       | AG2R-La Mondiale | 10 punten |
| 5 | Marco Pinotti    | Team Columbia    | 8 punten  |

| # | renner             | ploeg              | tijd        |
| - | ------------------ | ------------------ | ----------- |
| 1 | Robert Gesink      | Rabobank           | 30u 52' 03" |
| 2 | Greg Van Avermaet  | Omega Pharma-Lotto | op 1' 07"   |
| 3 | José Joaquín Rojas | Caisse d'Epargne   | op 1' 17"   |
| 4 | Rigoberto Urán     | Caisse d'Epargne   | op 1' 21"   |
| 5 | Jan Bakelants      | Omega Pharma-Lotto | op 1' 40"   |

1966 · 1967 · 1968 · 1969 · 1970 · 1971 · 1972 · 1973 · 1974 · 1975 · 1976 · 1977 · 1978 · 1979 · 1980 · 1981 · 1982 · 1983 · 1984 · 1985 · 1986 · 1987 · 1988 · 1989 · 1990 · 1991 · 1992 · 1993 · 1994 · 1995 · 1996 · 1997 · 1998 · 1999 · 2000 · 2001 · 2002 · 2003 · 2004 · 2005 · 2006 · 2007 · 2008 · 2009 · 2010 · 2011 · 2012 · 2013 · 2014 · 2015 · 2016 · 2017 · 2018 · 2019 · 2020 · 2021 · 2022 · 2023 · 2024· 2025